# 伊纳尔佐
伊纳尔佐（義大利語：Inarzo），是意大利瓦雷泽省的一个市镇。总面积2.43平方公里，人口1061人，人口密度436.6人/平方公里（2009年）。国家统计（ISTAT）代码为012082。